# 韦利-佩卡·凯托拉
韦利-佩卡·凯托拉（芬蘭語：Veli-Pekka Ketola，1948年3月28日—），芬兰男子冰球运动员，场上位置是前锋。他曾代表芬兰参加1968年和1972年冬季奥林匹克运动会冰球比赛，均获得第五名。